# وادي سانتا إينز

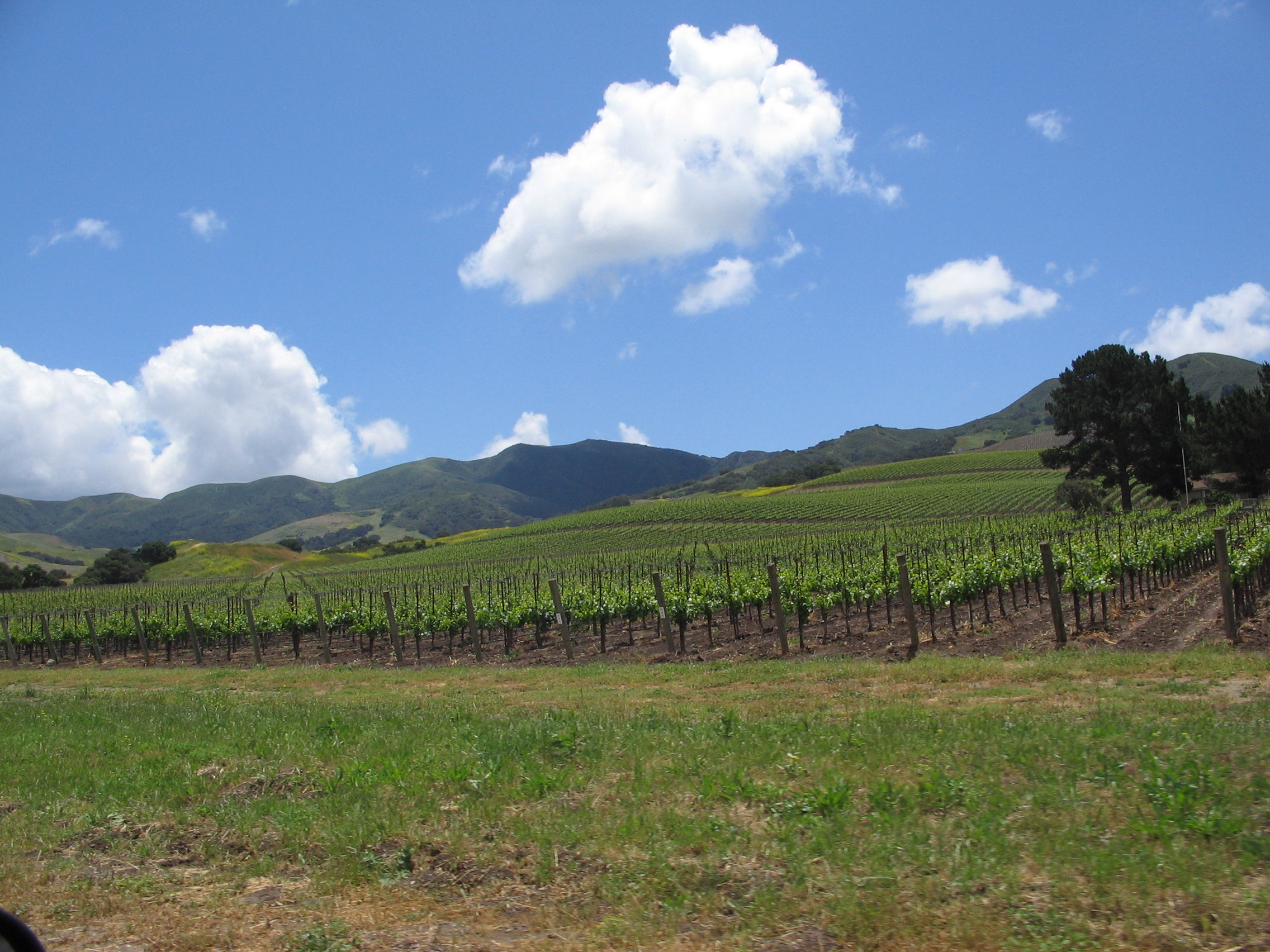
مزرعة عنب في وادي سانتا إينز

وادي سانتا إينز وادي يقع في مقاطعة سانتا باربرا بولاية كاليفورنيا، بين جبال سانتا إينز إلى الجنوب و جبال سان رافائيل إلى الشمال. و لسانتا إينز نهر يتدفق عبر الوادي من الشرق إلى الغرب. يتم فصل  وادي سانتا إينز  من وادي لوس ألاموس، إلى الشمال الغربي، من تلال بيرزيما، ومن وادي سانتا ماريا إلى تلال سليمان.يبلغ عدد سكان الوادي حوالي 20،000 نسمة يعيشون في مجتمعات مدينة سولفانغ، لوس أوليفوس،سانتا إينز  ،بيوولتن، و بالارد.

## اقتصاد
الدافع الاقتصاد لوادي سانتا إينز من الزراعة (زراعة العنب على وجه الخصوص)، وصناعة الفروسية، والسياحة.

### الزراعة
زراعة العنب هو جزء رئيسي من اقتصاد وادي سانتا إينز.

### الفروسية
الخيول تتواجد في جميع أنحاء الوادي  ويتم الاحتفاظ بمناخ التاريخية الغربية على قيد الحياة.ويلاحظ وجود بهذا الوادي لأكثر من 52 سلالات مختلفة من الخيول، بالإضافة إلى 28 أطباء بيطريين، وغيرها من الصفات التي تجعل هذا المكان بلا شك موقع الحصان الأعلى في ولاية كاليفورنيا، إن لم يكن الأمريكية. وهذا النشاط يصنع عدة ملايين من الدولارات.

### السياحة
في كثير من الأحيان يزور السياح لمناطق الجذب بالوادي بما في ذلك العديد من المعارض الفنية، ومخازن أثرية وكذلك المنتجعات. بسبب الطقس الجيد على مدار السنة، وكثير من المشاركة في الأنشطة في الهواء الطلق مثل المشي لمسافات طويلة في الغابات القريبة للوس بادريس الوطنية أو ركوب الدراجات في جميع أنحاء الوادي.

## أعلام
- فليتشير جونز
- إيون بيلي